# Ozena (mitologia)

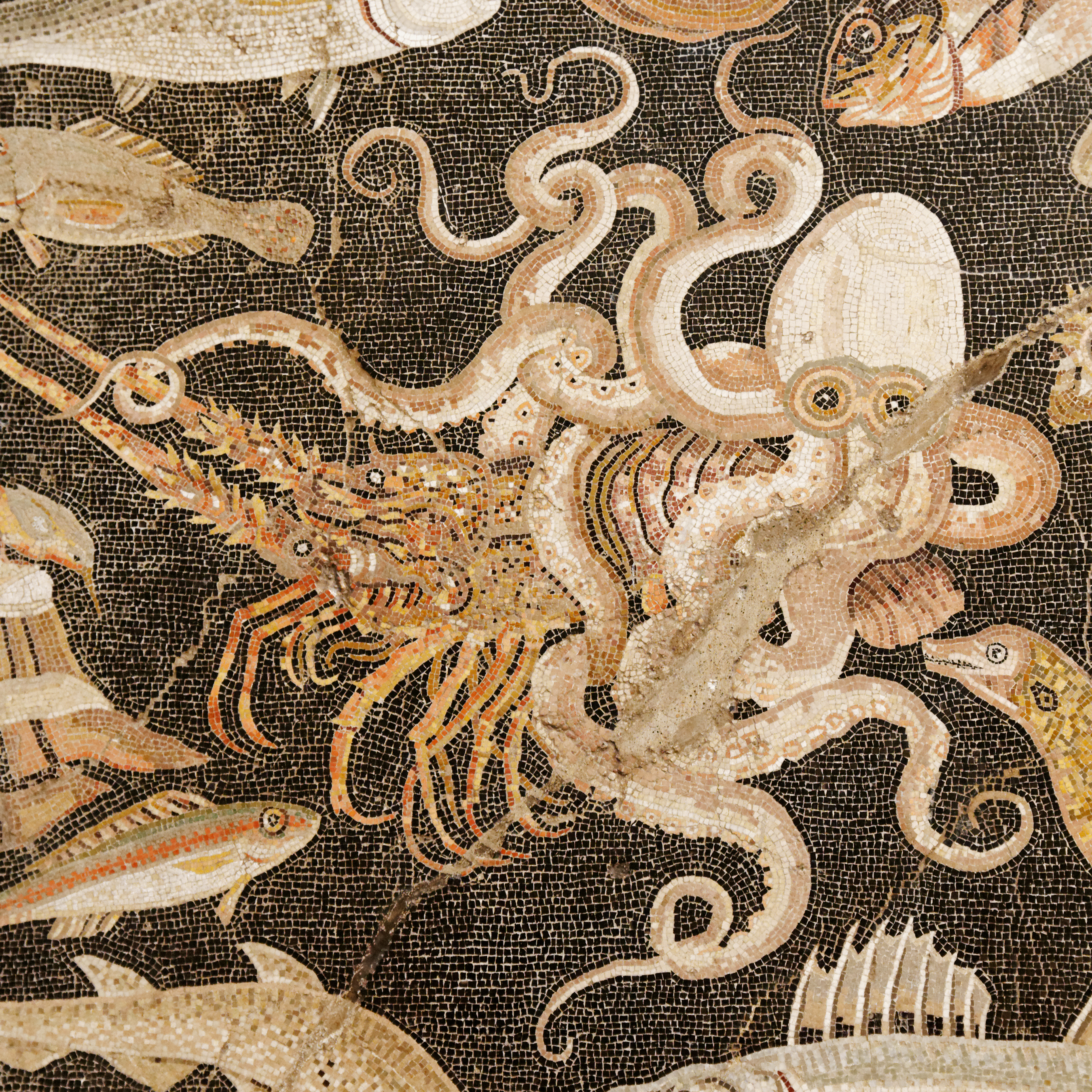
Dettaglio di un mosaico romano a Pompei del 100 a.C. circa

L'Ozena (in latino Ozaena) è una leggendaria piovra descritta da Plinio il vecchio e il suo nome significa "polpo puzzolente" per via del suo odore sgradevole.
La maggior parte delle ozene erano di piccole dimensioni e rimanevano sul fondo del mare. In casi rari alcune specie più grandi aggredivano gli uomini facendoli annegare.